# Merício Juvinal dos Reis

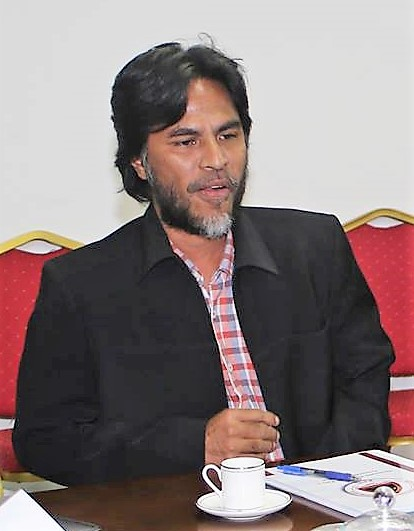
Merício Juvinal dos Reis (2019)

Merício Juvinal dos Reis (manchmal Juvenal geschrieben), Kampfname: Akara, (* 19. Januar 1974 in Iliomar, Portugiesisch-Timor) ist ein osttimoresischer Politiker und Aktivist.

## Werdegang

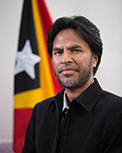
Offizielles Parlamentsfoto

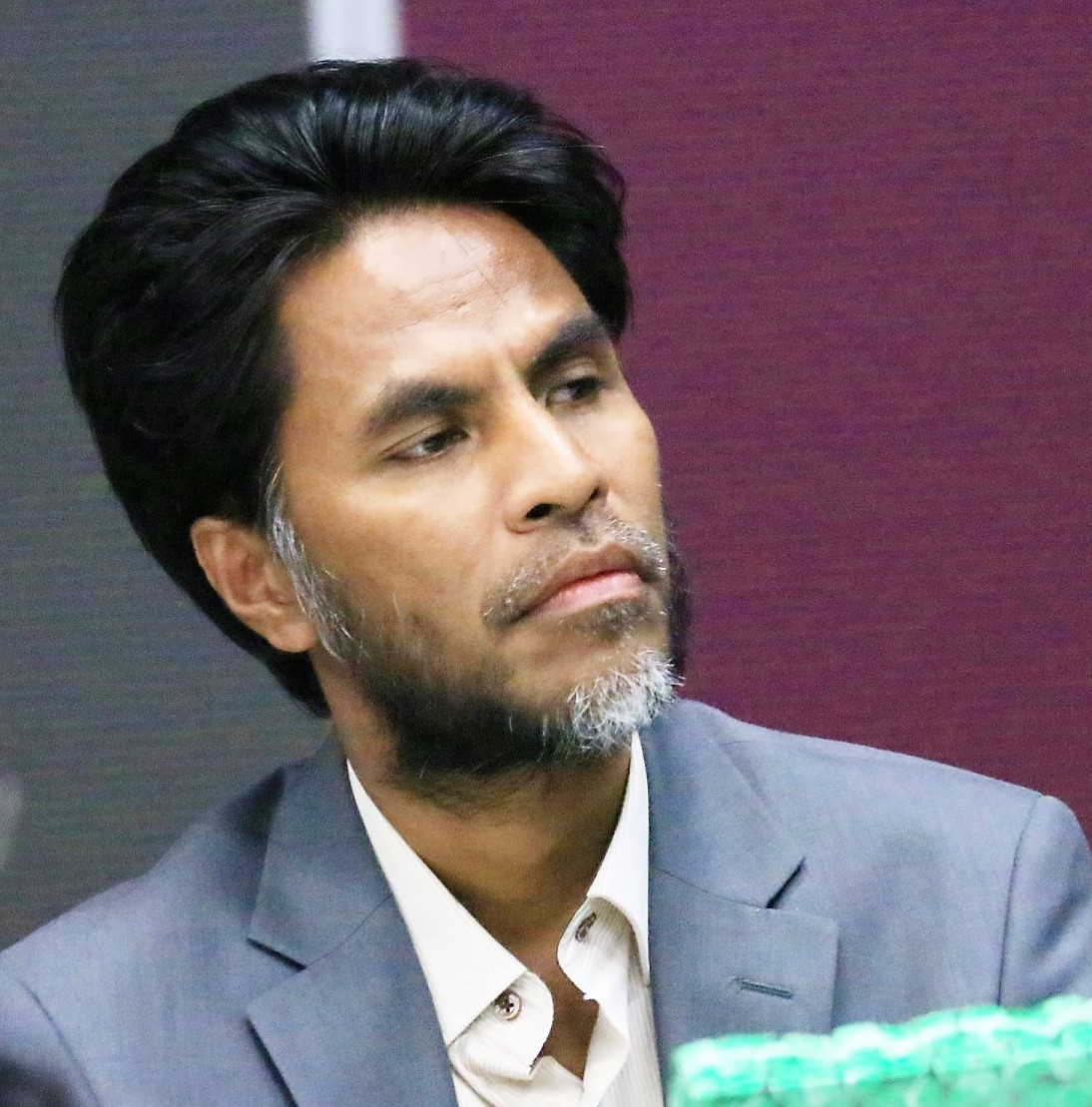
Merício Juvinal dos Reis (2020)

In seiner Heimat ging er auf die Escola Primaria No 1 Iliomar, die Escola Pre-secundaria katoliku João Paulo II Iliomar und in Dili in die Escola Secundaria No. 1 Dili.
Bis 1999 studierte Reis acht Jahre lang Anthropologie an der Universität Indonesia in Jakarta und engagierte sich gleichzeitig für die Unabhängigkeit des besetzten Osttimors. Von 1999 bis 2002 war er Vizepräsident der marxistisch-leninistischen Partido Socialista de Timor (PST), verließ aber 2003 die Partei. Von 2002 bis 2005 arbeitete Reis als Wissenschaftler für die Nichtregierungsorganisation La’o Hamutuk, als Program Officer für das Hilfsprogramm von World Vision, für das International Rescue Committee und als bilateraler Wissenschaftsassistent für JapanAid und USAID.
2005 gründete Reis mit Freunden die osttimoresische Nichtregierungsorganisation Luta Hamutuk (deutsch Gemeinsamer Kampf), die sich speziell um Transparenz beim Staatshaushalt, dem staatlichen Erdölfond und der Erdölindustrie bemüht. Hier übernahm Reis die Rolle des Direktors. Mit Luta Hamutuk arbeitete er eng mit der Extractive Industries Transparency Initiative (EITI) zusammen. Von 2008 bis 2013 war Reis dort Mitglied der Arbeitsgruppe, von 2011 bis 2013 Mitglied des internationalen Vorstands als Vertreter der Region Asien-Pazifik. Auch Osttimor erfüllt inzwischen die Vorgaben der EITI.
2014 wurde Reis zum Vizepräsidenten des Roten Kreuzes Osttimors (CVTL) gewählt, von 2018 bis 2020 war er einfaches Mitglied des Exekutivrates des CVTL.
Bei den Parlamentswahlen in Osttimor 2017 trat Reis für die Partidu Libertasaun Popular (PLP) auf Listenplatz 8 an und zog somit in das Nationalparlament Osttimors als Abgeordneter ein. Hier wurde er Mitglied in der Kommission für Öffentliche Finanzen (Kommission C) und Mitglied im Verwaltungsrat des Parlaments. Bei den Parlamentswahlen 2018 verpasste Reis den Einzug in das Parlament auf Listenplatz 44 der Aliança para Mudança e Progresso (AMP), der gemeinsamen Liste von PLP, CNRT und KHUNTO. Stattdessen wurde Reis am 22. Juni 2018 zum Staatssekretär für soziale Kommunikation in der VIII. Regierung vereidigt. Das Amt hatte er bis zum Ende der Legislaturperiode am 30. Juni 2023 inne.

## Sonstiges
Reis spricht Makalero, Makasae, Tetum, Bahasa Indonesia, Spanisch und Englisch. Er ist verheiratet mit Endah Pakaryaningsih und hat mit ihr zwei Kinder.